# Route 419 (Terre-Neuve-et-Labrador)
Pour les articles homonymes, voir Route 419.
La route 419 est une route tertiaire de la province de Terre-Neuve-et-Labrador d'orientation nord-ouest/sud-est située dans le nord de l'île de Terre-Neuve, sur la péninsule Baie Verte. Elle est une route faiblement empruntée, reliant la route 410 à Wild Cove, depuis Baie Verte, croisant la route 412 vers Seal Cove. Route alternative de la 410, elle est nommée Wild Cove Road, mesure 17 kilomètres, est une route asphaltée entre les routes 410 et 412, puis une route de gravier sur ses 11 derniers kilomètres, soit entre la 412 et Wild Cove.

## Communautés traversées
- Baie Verte
- Wild Cove